# Музикална критика
Музикална критика e критика, анализ и оценка на музикални произведения и изпълнения.
Това е „интелектуалната дейност по формулирането на оценки върху естетическата стойност и степента на музикално постижение върху индивидуалните творби в музиката, както и на цели групи от произведения или дори музикални жанрове“. В по-общ план това е дял на музикалната естетика. Много често под музикална критика се имат предвид конкретните оценки, давани в музикалната журналистика на произведения и изпълнения.

## История
Критически мнения и отнасяния към музиката (често такива на неодобрение и протест към изпълнители или стилове) могат да бъдат открити в ранната литература, включително например при Платон – Закони, както и произведенията на музикалните теоретици от средните векове. Множество големи музиканти – например Роберт Шуман и Берлиоз – са използвали публикуването на статии за музиката във вестници и списания като източник на изработване, но също и като платформа за изказване на собствената гледна точка в областта на музиката / музикалната естетика.